# Cheng Jianping
Cheng Jianping (Chinesisch: 程建萍; Pinyin: Chéng Jiànpíng), auch bekannt als Wang Yi (Chinesisch: 王译), geboren 1964, ist eine chinesische politische Dissidentin und Menschenrechtsaktivistin. Im November 2010 wurde sie zu einem Jahr Umerziehung durch Arbeit verurteilt, nachdem sie einen Kommentar auf ihrem Twitter-Benutzerkonto veröffentlicht hatte. Sie schrieb: „Greift an, wütende Jugend!“

## Bemerkung auf Twitter
Der Twitter-Beitrag wurde gemacht, während China und Japan sich in einem diplomatischen Konflikt über eine Inselgruppe im Ostchinesischen Meer namens Senkaku-Inseln (Diaoyu in Chinesisch oder Senkaku in Japanisch) befanden. Chinesische Demonstranten hatten gegen Japan demonstriert, indem sie japanische Produkte boykottierten und japanische Unternehmen angriffen, um ihre Unterstützung für die chinesische Regierung zu zeigen.
Chengs Post war eigentlich ein „retweet“ einer Veröffentlichung ihres Verlobten Hua Chunhui, der ursprünglich geschrieben hatte: „Anti-japanische-Demonstrationen, japanische Produkte zerschlagen, das wurde alles bereits vor Jahren von Guo Quan getan. Also ist das kein neuer Trick. Wenn ihr wirklich einen Gang höher schalten wollt, dann würdet ihr sofort nach Schanghai fliegen, um den japanischen Ausstellungspavillon zu zerschlagen“.
Cheng fügte dann ihren Drei-Worte-Kommentar hinzu, den sowohl sie als auch ihr Verlobter als sarkastische Satire beschrieben, einen Witz, der die Demonstranten kritisieren sollte.

## Verhaftung
Die Kommentare, die am 17. Oktober 2010 gemacht worden waren, wurden von der chinesischen Regierung als „Störung der öffentlichen Ordnung“ angesehen. Die Regierung legte dies als Versuch aus, gegen Japan Protestierende aufzuhetzen, den japanischen Messestand bei der Expo 2010 in Schanghai anzugreifen.
Hua und Cheng wollten am 27. Oktober heiraten, doch verschwand Cheng vor der Zeremonie aus der Stadt Wuxi im Südosten Chinas. In der Woche des 17. November wurde herausgefunden, dass sie von der Polizei festgenommen worden war. Ihr Verlobter wurde am 27. Oktober ebenfalls verhaftet und fünf Tage später wieder freigelassen.
Das Gericht verurteilte Cheng am 12. November zu einem Jahr Umerziehung durch Arbeit im Frauenzwangsarbeitslager Shibalihe in der Stadt Zhengzhou, Provinz Henan.

## Inhaftierung
Als Protest gegen ihre Verurteilung trat Cheng nach ihrer Inhaftierung in einen Hungerstreik und bat darum, näher an ihren Heimatort verlegt zu werden. Ihr Anwalt Lan Zhixue und ihr Verlobter hatten gegen das Urteil Berufung eingelegt. (Nach chinesischem Rechtssystem kann die Polizei Personen ohne Gerichtsverhandlung bis zu vier Jahre in Umerziehung durch Arbeitslager bringen lassen. Nur wenige Berufungsanträge sind erfolgreich).

## Internationale Reaktionen
Die Reaktion der chinesischen Regierung lenkte die Aufmerksamkeit auf die Risiken der Nutzung von Twitter für kontroverse politische Themen, Kritik bezüglich Menschenrechten und offenen Technologie-Gruppen. Sam Zarifi, Direktor für den Asien-Pazifik-Bereich bei Amnesty International bemerkte zu dem Urteil: „Jemanden ohne einen Prozess zu einem Jahr Arbeitslager zu verurteilen, einfach nur, weil diese Person die offensichtlich satirische Bemerkung einer anderen Person auf Twitter geteilt hat, zeigt das Ausmaß von Chinas Unterdrückung der Meinungsfreiheit auf dem Internet“. Amnesty International kommentierte weiter: „Cheng ist vielleicht die erste chinesische Staatsbürgerin, die auf der Grundlage eines einzigen Tweets eine Gewissensgefangene wurde.“ Dick Costolo, Geschäftsführer von Twitter, veröffentlichte auf seinem Twitter-Benutzerkonto: „Sehr geehrte chinesische Regierung, jahrelange Haft nur, weil man einen sarkastischen Tweet veröffentlicht, sind weder der Weg nach vorne noch die Zukunft eurer großartigen Menschen“.
Twitter ist derzeit in China verboten, dennoch umgehen viele Menschen die Internet-Kontrollen und nutzen es.

## Unterstützung anderer Aktivisten
Amnesty International sagte, dass Cheng am Online-Aktivismus auf niedrigem Niveau teilgenommen hatte, unter anderem hatte sie Online-Mitteilungen zur Unterstützung des inhaftierten Friedensnobelpreisträgers Liu Xiaobo verschickt. Nach Aussage ihres Verlobten bestand Chengs vorangegangener Aktivismus aus der Unterzeichnung von Petitionen, unter anderem einer Forderung nach der Freilassung von Liu Xiaobo.
Cheng wurde im August 2010 von der Polizei festgenommen und fünf Tage eingesperrt, nachdem sie ihre Unterstützung für Liu Xianbin bekannt gab. Liu Xianbin ist langjähriger Demokratieaktivist aus den Protesten, die dem Tian’anmen-Massaker im Jahr 1989 vorausgingen. Liu Xianbin war im Jahr 2010 festgenommen und eingesperrt worden, weil er die Kommunistische Partei Chinas kritisiert hatte und verdächtigt wurde, zum Umsturz der Staatsmacht aufgewiegelt zu haben.
Cheng unterstützte auch Zhao Lianhai, ein ehemaliger Angestellter der Qualitätssicherung für Lebensmittel. Er setzte sich für die Eltern ein, deren Kindern während des chinesischen Milchskandals 2008 Schaden davontrugen.
Chinesische Menschenrechtsverteidiger beschrieben Cheng als aktive Teilnehmerin der Weiguan-Taktiken, die Aufmerksamkeit auf Regierungsmissbräuche lenken, indem sie Beamte bei Namen nennen und diese durch Proteste und Telefonanrufe unter Druck setzen.